# Azimuth
Azimuth – czasopismo założone w Mediolanie w 1959 przez Enrico Castellaniego i Piero Manzoniego. Działało ono przy galerii o tej samej nazwie. Na jego stronach prezentowana była poezja i krytyka artystyczna głównych prac artystów mało wtedy znanych we Włoszech (np. reprezentantów grupy Zero). Pomimo krótkiego istnienia zarówno gazety, jak i galerii, odegrało ono ważną rolę w otwieraniu się sztuki włoskiej na wpływy zewnętrzne., m.in. na sztukę kinetyczną.